# Victor Willis
Victor Edward Willis (* 1. července 1951 Dallas) je americký zpěvák, skladatel a zakládající člen hudební skupiny Village People. Ve skupině vystupuje jako hlavní zpěvák a spoluautor všech jejich nejúspěšnějších singlů. Ve skupině ztvárnil postavu policisty nebo námořního důstojníka.

## Kariéra
Souhlasil s tím, že se stane hlavním zpěvákem skupiny Village People, která se v té době zakládala. První album Village People vyšlo v červenci 1977 a obsahovalo hity „San Francisco (You've Got Me)“ a „In Hollywood (Everybody is a Star)“ a stalo se obrovským hitem na rozvíjejícím se trhu s diskotékami. Po nabídce Dicka Clarka, aby skupina vystoupila v pořadu American Bandstand, se ke skupině připojilo několik nových členů, kteří s ní vystopovali na koncertech.
Skupina se rychle dostala na vrchol hitparád a vydala řadu velkých hitů, například „Macho Man“, „Y.M.C.A.“, „In the Navy“ a „Go West“.
Ze skupiny odešel v roce 1980, kdy se natáčel film Can't Stop the Music. V filmu se neobjevil a film skončil propadákem. O dva roky později byl přemluven, aby se vrátil a se skupinou vydal Fox on the Box. V roce 1983 ze skupiny opět odešel.
V roce 2012 se stal držitelem 33% podílu na písních „Go West“, „Y.M.C.A.“, „In the Navy“ a dalších písních napsaných pro Village People a další subjekty.
V roce 2015 porota soudu určila, že jedinými autory 13 písní jsou Morali a Willis. Henri Belolo byl z práv odstraněn, čímž Willis získal 50 % vlastnictví těchto písní.
Po odchodu ze skupiny se začal věnovat sólovým projektům. Několikrát zazpíval hymnu Spojených států amerických během zápasů Major League Baseball. V roce 2015 vydal své první sólové album Solo Man, které nahrál již v dobách vystupování se skupinou.
V roce 2017 došlo ke srovnáním se spolumajitel skupiny a následně znovu začal působit jako zpěvák skupiny Village People. Skupina pokračovala v nahrávání a mezinárodním turné. V roce 2018 prostřednictvím sociálních médií oznámil plány nadcházejících projektů Village People, včetně nového studiového alba, vánočního videoklipu a reedice koncertu skupiny z roku 1979.

## Osobní život
Po odchodu z Village People se dlouhá léta potýkal se závislostí na drogách. Rovněž měl problémy se zákonem. Po zatčení v roce 2006 dostal podmínku a byla mu nařízena odvykací léčba. V roce 2007 po léčbě poprvé po více než 25 letech vystoupil v tisku a uvedl, že se cítí mnohem líp.
V letech 1978 až 1982 byl ženatý s Phylicií Ayers-Allen (nyní Phylicia Rashad), kterou poznal během natáčení seriálu The Wiz. Napsal také texty pro její album Josephine Superstar. Dne 17. listopadu 2007 se podruhé oženil s právničkou a manažerkou zábavního průmyslu Karen.